# Marcel Courtines
Marcel Courtines est un physicien français. 

## Biographie
Il a travaillé en collaboration avec le physicien Jean Perrin et a édité un livre sur la physique moderne préfacé par Paul Langevin. 
Il a créé en 1926 une représentation en trois dimensions du tableau périodique des éléments de Dmitri Mendeleiev,. 
Il a été préparateur de physique au Collège de France et maître de conférences à l'École centrale des arts et manufactures.

## Publications
- Où en est la physique?, préface de Paul Langevin, Gauthier-Villars, 1926[4].
- La lumière, principe du monde (à propos de Jean Perrin, prix Nobel de physique), L'Artisan du Livre, 1926[5].
- Contribution à l'étude de la matrice moment électrique, thèse de doctorat en physique, Paris, Masson,  1936[6].